# Ereca
Ereca is een geslacht van hooiwagens uit de familie Assamiidae.
De wetenschappelijke naam Ereca is voor het eerst geldig gepubliceerd door Sørensen in 1910. 

## Soorten
Ereca omvat de volgende 23 soorten:
- Ereca affinis
- Ereca bengtsoni
- Ereca calcanifera
- Ereca fusca
- Ereca imitatrix
- Ereca itombwensis
- Ereca kalimabengana
- Ereca lata
- Ereca lawrencei
- Ereca loekenae
- Ereca lyrifera
- Ereca maculata
- Ereca modesta
- Ereca mwengana
- Ereca robusta
- Ereca rufa
- Ereca sangensis
- Ereca silvatica
- Ereca simulator
- Ereca soerenseni
- Ereca triareolata
- Ereca undulata
- Ereca unicolor